# نيو سول
نيو سول هو نوع من أنواع الموسيقا الشعبية. صاغ هذا المصطلح رائد الأعمال في صناعة الموسيقا كيدار ماسينبرغ في أواخر تسعينيات القرن الماضي لوصف نمط موسيقي نشأ عن نمطي السول والآر آند بي المعاصر وتسويقه. يتميز النيو سول، المعتمد بشكل هائل على موسيقا السول، بصوت غير تقليدي بالمقارنة مع آر آند بي المعاصر، مع عناصر مدموجة من كلٍ من الجاز والفانك والهيب هوب والموسيقا الإلكترونية إلى البوب والفيوجن والموسيقا الأفريقية. لاحظ مؤلفو الموسيقا تأثر النوع بموسيقا آر آند بي التقليدية، بالإضافة إلى كلماته المدفوعة بالوعي والحضور النسائي القوي.
تطور النيو سول خلال الفترة الممتدة ما بين الثمانينيات وأوائل التسعينيات، في كل من الولايات المتحدة والمملكة المتحدة، كحركة نهضة السول. اكتسب نجاحًا مبهرًا خلال التسعينيات، ترافقًا مع التقدم التجاري الهائل الذي حققه العديد من الفنانين، بمن فيهم دانغلو، وإيريكاه بادو، ولورين هيل وماكسويل. سُوقت موسيقاهم كبديل عن موسيقا آر آند بي التي وجهها المنتجون وعالجوها رقميًا في ذلك الوقت.
نظرًا لشعبيته الكبيرة وتأثيره على صوت آر آند بي المعاصر، توسع النيو سول وتنوع موسيقيًا عبر أعمال الفنانين الأمريكيين والعالميين على حد سواء. تراجع حضوره الرئيسي خلال العقد الأول من القرن الواحد والعشرين، على الرغم من ظهور العديد من الفنانين الجدد الذين سوقوا موسيقاهم بشكل مستقل. وفقًا للصحفي الموسيقي مارك أنتوني نيل، «ساعد النيو سول إلى جانب تجسيداته المتنوعة في إعادة تعريف حدود البوب الأسود ومعالمه». 

## علم المصطلحات
صاغ كيدار ماسينبرغ من تسجيلات موتاون مصطلح نيو سول في أواخر التسعينيات كفئة تسويقية عقب التقدم التجاري الذي حققه العديد من الفنانين أمثال دانغلو، وإيريكاه بادو، ولورين هيل وماكسويل. اعتبر كثير من النقاد ومؤلفي الموسيقا أن نجاح ألبوم دانغلو الأول بعنوان سكر بني شكّل مصدر الإلهام الذي استُمد منه المصطلح. رغم تجاهل بعض الفنانين للمصطلح، إلا أنه خلق جدلًا لدى بعضهم الآخر، إذ زعموا بأنه قد يبدو ملفقًا بالنسبة إلى الجماهير الموسيقية، فضلًا عن أنه يستلزم انتهاء موسيقا السول في مرحلة ما من الوقت. في مقابلته عام 2002 مع مجلة بيلبورد، صرح ماسينبرغ بأن تصنيفات الأنواع الموسيقية لا تحظى بالشعبية غالبًا لأنها قد توحي بوجود توجه قصير الأجل. ومع ذلك، على الرغم من تأكيده بأن النيو سول تعتبر بجوهرها موسيقا سول، فقد شعر ماسينبرغ بالحاجة إلى تسويق فناني النوع للمستمعين كي يفهموا ما يشترونه.
في مقال لعام 2010 مع مجلة بوبماتر، صرح مؤلف الأغاني تايلر لويس بأن النيو سول قوبل بالكثير من الجدل: «نظرًا إلى الطريقة التي سُميت بها موسيقا السود من قبل دخلاء (غالبًا) منذ ظهور البلوز، تمثل ردة الفعل على هذه التسمية، التي وضعها فنانون ملائمون ظاهريًا لفئة «النيو سول»، مثالًا رائعًا على تمسك السود بتقرير مصيرهم في هذه الصناعة المتمسكة بالصور الضيقة والتعريفات المحدودة للسود». يقارن جايسون أندرسون من قناة أخبار «بي بي سي» أصل مصطلح النيو سول بذلك الذي نشأ عنه مصطلح «الموجة الجديدة» إذ يعلق: «رغم أن المصطلح غير مثالي، إلا أن النيو سول ما يزال علامة فعالة في وصف مزيج الحداثة الأنيقة والتقاليد العريقة التي ميزت أفضل أمثلة هذا النوع. حاول فنانو النيو سول النظر إلى الوراء والأمام، وتصرفوا على أساس إيمانهم بوجود استمرارية ما». 

## خصائصه

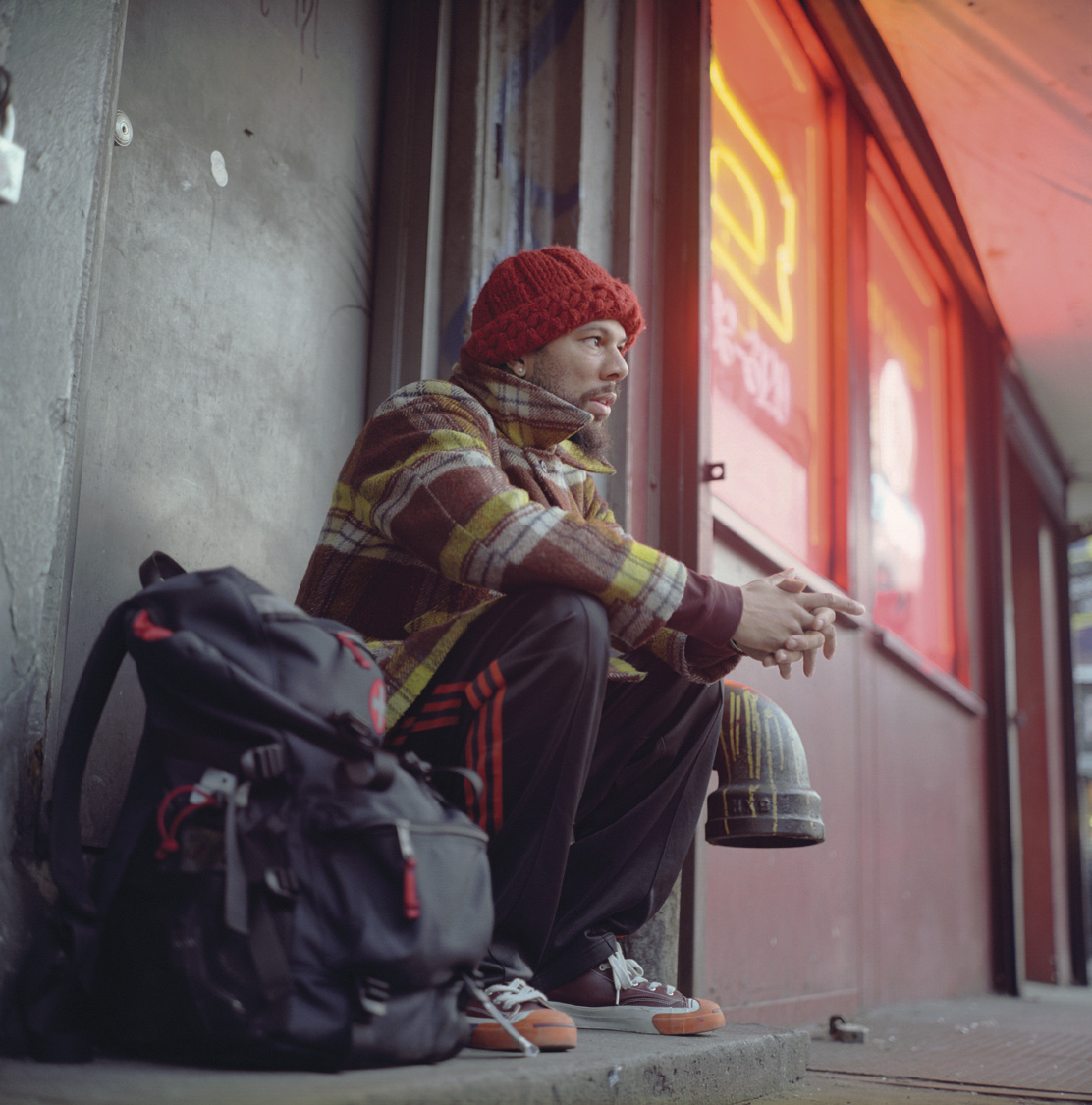
كومون (كما هو موضح في عام 2003) ارتدى قبعات محاكة على طراز مارفن جاي.

على الرغم من ازدواجية بعض الفنانين، شهد المصطلح استخدامًا واسع النطاق عبر نقاد الموسيقا ومؤلفيها الذين كتبوا عن الفنانين وألبوماتهم المرتبطة بهذا الأسلوب الموسيقي. وصف أستاذ الدراسات الأفريقية الأمريكية مارك أنتوني نيل النيو سول بأنه «يشمل كل شيء من آر آند بي الطليعي إلى السول الأساسية... ويعد نتاجًا لمحاولة تطوير شيء يخرق القاعدة في الآر آند بي». وفقًا لمؤلفي الموسيقا، تميل أعمال هذا النوع إلى الألبومات وتمتاز بإنتاجها وأدائها الموسيقي، إذ تدمج العناصر «الأساسية» لموسيقا السول الكلاسيكية مع استخدام الآلات الحية، على عكس توجه عينات موسيقا آر آند بي المعاصرة التي تعتمد على الهيب هوب وتميل إلى الأغاني المنفردة. كما أن موسيقا النيو سول تدمج الجاز والفانك وعناصر الموسيقا الأفريقية في الآر آند بي. في كتابها الإيقاع الموسيقي في عصر التوالد الرقمي، كتبت مؤلفة الموسيقا آن دانييلسن أن النيو سول في أواخر التسعينيات أظهر تطورًا موسيقيًا ساهم في «ازدياد ملحوظ في تجارب الموسيقيين مع التلاعب بالأخاديد على المستوى الإيقاعي الميكروي – أي المستوى الذي تُفهم فيه الموسيقا المعزوفة من ناحيتي التوقيت والصياغة».
باعتبار معظم فناني النوع من المغنين مؤلفي الأغاني، عد المؤلفون محتوى كلماتهم «مدفوعًا بالوعي» وتميزوا بنطاق أوسع من معظم فناني آر آند بي. تصف أوولميوزك موسيقا النيو سول بأنها «مماثلة تقريبًا لآر آند بي المعاصر». صرح ديميتري إرليخ من مجلة فايب بأنها «تبرز مزجًا من الآر آند بي الأنيق الملون بالجاز والهيب هوب المضبوط، مع نهج شخصي عالي الخصوصية للحب والسياسة». لاحظ مؤلفو الموسيقا أن الإناث شكلن غالبية فناني النيو سول، ما يتناقض مع الحضور المهمش للنساء في الهيب هوب السائد والآر آند بي. وصف جيسون آندرسون من قناة الأخبار «بي بي سي» موسيقا النيو سول بأنها بديل «ملتو وصريح وبلا خجل» و«ملاذ يلجأ إليه المستمعون الذين ملوا متعة الهيب هوب السائد وزخم النوادي». غالبًا ما يرتبط فنانو النيو سول بأنماط الحياة البديلة وأزيائها، بما في ذلك الأطعمة العضوية، والبخور والقبعات المحبوكة.
وفقًا للمؤلف الموسيقي بيتر شابيرو، يشير المصطلح ذاته إلى الأسلوب الموسيقي الذي يكتسب تأثيراته من أساليب الآر آند بي الأقدم، ويسعى الموسيقيون البوهيميون إلى إحياء السول بالترافق مع فصل أنفسهم عن الأصوات المعاصرة للآر آند بي السائد. في مقال عام 1998 عن النيو سول، كتب صحفي مجلة التايم كريستوفر جون فارلي أن المغنيين أمثال هيل، ودانغلو وماكسويل «يتشاركون الرغبة في تحدي الأرثدوكسية الموسيقية». علق مايلز مارشال لويس قائلًا إن نيو سول التسعينيات «تدين بسبب تكوينها إلى نجوم سول السبعينيات مثل مارفين غاي وستيفي وندر»، وأضاف «في العروض، غنى كل من دانغلو وإيريكاه بادو بشكل متكرر أغاني شاكا خان، وآوهايو بلايرز والغرين، إذ جعلا النسب واضحًا تمامًا». استشهادًا بمجموعة توني! توني! تون! بصفتها سلفًا من أسلاف هذا النوع، رأى توني غرين من فايب أن المجموعة كانت رائدةً في «الصوت الهجين نظير الرقمي» للنيو سول و«جددت الافتقار الرقمي للآر آند بي في أواخر الثمانينيات». استوحى فنانو النيو سول في التسعينيات أعمالهم بشكل كبير من الصوت الإلكتروني وصوت الآلات الموسيقية الرخيم للعمل المشترك ما بين غيل سكوت هارون وبريان جاكسون في السبعينيات. ذكر موقع كل شيء عن الجاز جاكسون بأنه «أحد المهندسين الأوائل» لهذا الصوت، واعتبر عمله المبكر مع سكوت هارون «بمثابة حجر رشيد موسيقي ألهم حركة النيو سول».